# محمد أياس
محمد أياس (... - 1911). رئيس بلدية بيروت، ونائب رئيس لجنة التصنيف والتخمين.

## ولادته ونشأته وحياته
ولد محمد اياس في باطن بيروت في منتصف القرن التاسع عشر الميلادي. برع في مجال الحساب والمقايس والتثمين، وذلك في بداية حياته العملية ، حيث أصبح مرجعا لكافة تجار المدينة، ومحل ثقة لدى نائب الوالي، الذي عينه عضو في لجنة التثمين والتصنيف  بالمحكمة الشرعية العلية في بيروت سنة 1892 م، ثم انتخب عضوا في المجلس البلدي البيروتي سنة 1899 م،  ثم رئيسا له سنة 1901 م، وعضوا مؤسسا في رابطة تجار الوسط التجاري سنة  1904 م.

## وفاته
وافته المنية سنة 1911 م.